# Гуревич, Лазарь Израилевич
Лазарь Израилевич Гуревич (18 августа 1894 — 26 мая 1966) — исполняющий обязанности ректора Харьковского государственного университета (1937—1938), директор Центральной научной библиотеки ХГУ (1945—1957).

## Биография
Родился 18 августа 1894 года в Ковне (ныне Каунас).
В 1916 году окончил математическое отделение Киевского университета. Трудовую деятельность начал в Харькове. Работал в начальной школе, в частных гимназиях. В 1920 году организовал колонию-коммуну рабочей молодёжи, руководил первой экспериментальной школой фабрично-заводского ученичества в УССР при Втором государственном заводе сельскохозяйственного машиностроения (Харьков). В это же время, в 1919—1922 годах, учился на историко-филологическом факультете Харьковского университета (и вузов, которые временно образовались в промежуток между временем его ликвидации и восстановления: Академии теоретических знаний, Харьковского института народного образования).
В 1922 году мобилизован для работы на Донбассе, где был заведующим губернским отделом профобразования рабочих и рабочей молодёжи. В 1924—1925 годах преподавал в Артёмовском педагогическом техникуме. В декабре 1925 года переведён на работу в Харьков — в Наркомпрос УССР. Организовал издание журнала «Рабочее образование», был членом его редколлегии. В 1927 году назначен ректором основанного в том же году Вечернего рабочего университета (Харьков).
В 1927—1934 годах преподавал педагогику на курсах переподготовки учителей в Харьковском инженерно-педагогическом институте, где заведовал кафедрой педагогики. В 1932 году назначен на должность профессора (несмотря на отсутствие учёной степени).
В 1934 году перешёл работать на должность профессора и заведующего кафедрой педагогики Харьковского государственного университета.
В 1936 году защитил кандидатскую диссертацию, стал кандидатом педагогических наук. Работал проректором по науке, по учебной работе.
В 1937—1938 года исполнял обязанности ректора ХГУ. В годы войны, в период эвакуации университета, работал в Чимкентском учительском институте, затем — в Объединённом украинском государственном университете (Кызыл-Орда), где заведовал кафедрой педагогики и психологии.
После освобождения Харькова в 1943 году вернулся с университетом из эвакуации. В 1943—1945 годах заведовал кафедрой педагогики.
В марте 1945 года Лазаря Гуревича назначили на должность исполняющего обязанности директора по совместительству, а с 1948 года — директора Центральной научной библиотеки ХГУ. При нём в библиотеке было открыто шесть структурных подразделений, начали делать заказы на иностранную литературу, возобновил роботу городской, междугородный и международный библиотечные абонементы, активизировался обмен книгами с более чем 200 организаций.
В 1957 году вернулся на кафедру педагогики на должность профессора.
Гуревич является автором более 100 публикаций, среди которых — работы в области педагогики, педагогического образования, социологии труда и воспитания. Некоторые публикации были перепечатаны болгарскими, эстонскими, китайскими, немецкими, румынскими и чехословацкими журналами.